# دهستان زرقان
دهستان زرقان، یکی از دهستان‌های بخش مرکزی شهرستان زرقان در استان فارس ایران است. مرکز این دهستان، شهر لپویی است.

## جمعیت
بر پایه سرشماری عمومی نفوس و مسکن در سال ۱۳۹۵، جمعیت دهستان زرقان برابر با ۱٬۰۹۲ نفر بوده است.